# 各年のスペインの一覧

スペインの国旗

各年のスペインの一覧（かくねんのスペインのいちらん）は、スペインの各年ごとの記事の一覧。この一覧ではスペインの各年ごとの記事の他、各世紀と各年代、スペインの各分野における各年ごとの記事についても取り扱う。

## 一覧

### 16世紀
- 1560年代
  - 1560年のスペイン（英語版） 1567年のスペイン（英語版）
- 1580年代
  - 1580年のスペイン（英語版） 1588年のスペイン（英語版）

### 17世紀
- 1620年代
  - 1621年のスペイン（英語版） 1622年のスペイン（英語版） 1626年のスペイン（英語版） 1629年のスペイン（英語版）
- 1630年代
  - 1632年のスペイン（英語版） 1633年のスペイン（英語版） 1636年のスペイン（英語版） 1639年のスペイン（英語版）
- 1640年代
  - 1640年のスペイン（英語版） 1641年のスペイン（英語版） 1642年のスペイン（英語版） 1644年のスペイン（英語版）
  - 1645年のスペイン（英語版） 1648年のスペイン（英語版）
- 1650年代
  - 1651年のスペイン（英語版）
- 1690年代
  - 1693年のスペイン（英語版）

### 18世紀
- 1700年代
  - 1702年のスペイン（英語版） 1704年のスペイン（英語版） 1705年のスペイン（英語版） 1706年のスペイン（英語版） 1707年のスペイン（英語版）
- 1710年代
  - 1710年のスペイン（英語版）
- 1720年代
  - 1724年のスペイン（英語版）
- 1740年代
  - 1743年のスペイン（英語版） 1746年のスペイン（英語版） 1749年のスペイン（英語版）
- 1760年代
  - 1769年のスペイン（英語版）
- 1770年代
  - 1770年のスペイン（英語版） 1774年のスペイン（英語版） 1776年のスペイン（英語版） 1779年のスペイン（英語版）
- 1780年代
  - 1780年のスペイン（英語版） 1783年のスペイン（英語版） 1786年のスペイン（英語版） 1788年のスペイン（英語版）
- 1790年代
  - 1791年のスペイン（英語版） 1794年のスペイン（英語版） 1797年のスペイン（英語版）
- 1800年代
  - 1800年のスペイン（英語版）

### 19世紀
- 1800年代
  - 1803年のスペイン（英語版） 1806年のスペイン（英語版） 1808年のスペイン（英語版） 1809年のスペイン（英語版）
- 1810年代
  - 1810年のスペイン（英語版） 1811年のスペイン（英語版） 1812年のスペイン（英語版） 1813年のスペイン（英語版）
- 1820年代
  - 1823年のスペイン（英語版） 1827年のスペイン（英語版）
- 1830年代
  - 1834年のスペイン（英語版） 1835年のスペイン（英語版） 1836年のスペイン（英語版） 1837年のスペイン（英語版） 1838年のスペイン（英語版）
  - 1839年のスペイン（英語版）
- 1840年代
  - 1848年のスペイン（英語版）
- 1860年代
  - 1868年のスペイン（英語版）
- 1870年代
  - 1879年のスペイン（英語版）
- 1880年代
  - 1881年のスペイン（英語版） 1884年のスペイン（英語版） 1885年のスペイン（英語版） 1886年のスペイン（英語版）
- 1890年代
  - 1893年のスペイン（英語版） 1897年のスペイン（英語版） 1898年のスペイン（英語版）

### 20世紀
- 1900年代
  - 1901年のスペイン（英語版） 1902年のスペイン（英語版） 1903年のスペイン（英語版） 1904年のスペイン（英語版）
  - 1905年のスペイン（英語版） 1906年のスペイン（英語版） 1907年のスペイン（英語版） 1908年のスペイン（英語版） 1909年のスペイン（英語版）
- 1910年代
  - 1910年のスペイン（英語版） 1911年のスペイン（英語版） 1912年のスペイン（英語版） 1913年のスペイン（英語版） 1914年のスペイン（英語版）
  - 1915年のスペイン（英語版） 1916年のスペイン（英語版） 1917年のスペイン（英語版） 1918年のスペイン（英語版） 1919年のスペイン（英語版）
- 1920年代
  - 1920年のスペイン（英語版） 1921年のスペイン（英語版） 1922年のスペイン（英語版） 1923年のスペイン（英語版） 1924年のスペイン（英語版）
  - 1925年のスペイン（英語版） 1926年のスペイン（英語版） 1927年のスペイン（英語版） 1928年のスペイン（英語版） 1929年のスペイン（英語版）
- 1930年代
  - 1930年のスペイン（英語版） 1931年のスペイン（英語版） 1932年のスペイン（英語版） 1933年のスペイン（英語版） 1934年のスペイン（英語版）
  - 1935年のスペイン（英語版） 1936年のスペイン（英語版） 1937年のスペイン（英語版） 1938年のスペイン（英語版） 1939年のスペイン（英語版）
- 1940年代
  - 1940年のスペイン（英語版） 1941年のスペイン（英語版） 1942年のスペイン（英語版） 1943年のスペイン（英語版） 1944年のスペイン（英語版）
  - 1945年のスペイン（英語版） 1946年のスペイン（英語版） 1947年のスペイン（英語版） 1948年のスペイン（英語版） 1949年のスペイン（英語版）
- 1950年代
  - 1950年のスペイン（英語版） 1951年のスペイン（英語版） 1952年のスペイン（英語版） 1953年のスペイン（英語版） 1954年のスペイン（英語版）
  - 1955年のスペイン（英語版） 1956年のスペイン（英語版） 1957年のスペイン（英語版） 1958年のスペイン（英語版） 1959年のスペイン（英語版）
- 1960年代
  - 1960年のスペイン（英語版） 1961年のスペイン（英語版） 1962年のスペイン（英語版） 1963年のスペイン（英語版） 1964年のスペイン（英語版）
  - 1965年のスペイン（英語版） 1966年のスペイン（英語版） 1967年のスペイン（英語版） 1968年のスペイン（英語版） 1969年のスペイン（英語版）
- 1970年代
  - 1970年のスペイン（英語版） 1971年のスペイン（英語版） 1972年のスペイン（英語版）
- 1980年代
  - 1981年のスペイン（スペイン語版） 1982年のスペイン（英語版） 1988年のスペイン（スペイン語版）
- 1990年代
  - 1992年のスペイン（英語版） 1999年のスペイン（英語版）
- 2000年代
  - 2000年のスペイン（英語版）

### 21世紀
- 2000年代
  - 2001年のスペイン（英語版） 2002年のスペイン（英語版） 2004年のスペイン（英語版）
  - 2005年のスペイン（英語版） 2006年のスペイン（英語版） 2007年のスペイン（英語版） 2008年のスペイン（英語版） 2009年のスペイン（英語版）
- 2010年代
  - 2010年のスペイン（英語版） 2011年のスペイン（英語版） 2012年のスペイン（英語版） 2013年のスペイン（英語版） 2014年のスペイン（英語版）
  - 2015年のスペイン（英語版） 2016年のスペイン（英語版） 2017年のスペイン（英語版） 2018年のスペイン（英語版） 2019年のスペイン（英語版）
- 2020年代
  - 2020年のスペイン（英語版）

## 文化と芸術

### テレビ放送
- List of years in Spanish television（英語版）

### 映画
- List of Spanish films（英語版）